# A Nightmare on Elm Street 5: The Dream Child
A Nightmare on Elm Street 5: The Dream Child (Pesadilla en Elm Street 5 en España, Pesadilla 5: El niño de los sueños en Argentina y Pesadilla en la calle del infierno 5: Ha nacido el hijo de Freddy en México) es la quinta entrega de la saga de películas de A Nightmare on Elm Street.

## Argumento
Los supervivientes de A Nightmare on Elm Street 4: The Dream Master, Alice y Dan, terminan juntos. Tras pasar una noche de sexo, Alice se va a bañar, cuando descubre que la ducha enloquece y las paredes la aprisionan. Tratando de liberarase con un gran empujón, cae de bruces en un pasillo con luces muertas, largo y muy estrecho. Caminando, se percata de que está vestida como monja y que está dentro de una habitación con más de cien maníacos encerrados ahí, los cuales se abalanzan sobre ella y tratan de violarla. Al despertar, se da cuenta de que soñó con que ella era Amanda Krueger, en el día en que la violaron.
Luego de este mal sueño, se prepara junto a Dan y a sus nuevos amigos (Greta, Ivonne y Mark) para la ceremonia de graduación de la secundaria, la que se lleva a cabo con todos los miembros de ésta y sus respectivos padres. En el caso de ella, nadie venía a verla y recordó los malos momentos que vivió con su padre. Pero casi yéndose de la ceremonia, se encuentra con él y lo abraza. La relación padre e hija había mejorado desde lo ocurrido en el capítulo anterior.
La fiesta de graduación se lleva a cabo en la piscina del colegio. Ahí, Alice le cuenta a Dan sobre lo que soñó la otra noche y este (considerando que se refería a Krueger) trata de calmarla. Sin embargo, Alice vuelve a quedar sumergida en ese horrible ambiente del manicomio, pero esta vez veía a la monja violada que estaba a punto de dar a luz. Y nació un feto espantoso que salió disparado de ahí. Alice va tras él y regresa sin querer a la iglesia donde Freddy fuera vencido antes. El feto se refugia en la ropa abandonada de Freddy y comienza a regenerarse, hasta asumir su forma definitiva. Al grito de "es un niño" Freddy se pone de pie: Freddy Krueger estaba de vuelta. Tratando de atacar a Alice, Freddy retrocede al ver que una puerta se abre. Se trataba de Amanda Krueger, quien le da a Alice la pista para poder encontrarla y destruir a este renacido monstruo de los sueños.
Alice no duda en avisar a Dan acerca del regreso de Freddy. Dan va de inmediato a la casa de ella para ayudarla, pero queda dormido conduciendo en plena noche, momento que Freddy aprovecha para atacar al muchacho; pasando de atraparlo en el coche a una moto, donde comienza a absorber toda la energía de Dan, hasta dejarlo hecho un esqueleto. Dan despierta y choca de cara con un tráiler, provocando una explosión donde muere instantáneamente.
Tras la muerte de Dan, Alice sufre un desmayo. Gracias a Ivonne, es llevada a un hospital donde le informan que está embarazada, lo que complica más la situación. Estando internada, Alice conoce a un misterioso niño llamado Jacob, quien la consuela. Al otro día le pregunta a Ivonne sobre ese niño y ella afirma que en el hospital no había ningún niño internado. 
Sabiendo que Freddy volvió y que ello pondría en peligro la vida de sus amigos, Alice, en una charla en casa de Greta, les cuenta todo acerca de Freddy y su concepción por Amanda Krueger. Ninguno de los tres la cree e Ivonne le dice que no piense esas cosas, ya que podría hacerle mal al bebé. 
Esa misma noche, Greta tiene un compromiso: Una cena que su excéntrica madre (siempre obsesionada con la perfección) había organizado, trayendo a varios invitados a la casa. En medio del banquete y tras discutir en plena cena con su madre acerca de su cuerpo, Greta se queda dormida. Freddy aparece en su sueño, vestido de cocinero. Aprisiona a Greta en una silla y pone en el plato una muñeca igual a Greta y le abre el estómago. Del estómago comienza a aparecer sangre. Freddy la obliga a comer enormes bocados de una sustancia repugnante las cuales eran sus propias tripas (lo que le sacaba a la muñeca era lo mismo que le sacaba a Greta), provocando que el rostro de la chica se deforme con tanta comida atorada en la boca. Alice (ya en casa) al abrir la refrigeradora, ve a Greta con la boca horriblemente deformada. Tratando de ayudarla, Freddy emerge del interior del frish y jala a la muchacha de un solo golpe. Para ese momento, Greta se intoxica y muere en la mesa frente a los invitados.
Con la muerte de Greta, Mark (quien siempre estuvo enamorado de ella) comienza a creer que tal vez Alice tenga razón en todo lo que cuenta acerca de Krueger, pero Ivonne sigue tomando una postura bastante escéptica. La posibilidad de que las muertes son a causa de Freddy se reafirma para Mark, luego de que este viva una odisea en sueños, en el interior de la casa de las pesadillas, donde Alice, curiosamente vuelve a cruzarse con el pequeño Jacob, llegando a la conclusión de que ese niño es su hijo aún no nacido.
Los padres de Dan proponen hacerse cargo del bebé, debido a la inestabilidad emocional de Alice, a lo que ella se resiste rotundamente. Ivonne se preocupa por Alice y sobre todo por el niño. Mark se une a Alice contra Freddy, lo que le costará la vida luego de quedarse dormido (cuando debía estar de vigía) y caer en el interior de un cómic, donde se encuentra con Freddy. Mark le hace frente al camuflarse como un personaje de ficción, pero Freddy (ahora transformado en Súperfreddy) lo vence y lo corta en pedacitos con su guante filoso.
Ivonne le creerá a Alice cuando ésta sea atacada y lo viva por propia experiencia. Siguiendo las indicaciones que Alice da a Ivonne, va hasta la torre desde la que se suicidó Amanda Krueger para liberarla, mientras que ella enfrentaría a Freddy en los pasillos del manicomio. Tras tenderle una trampa, Alice hace caer a Freddy en el interior del cuarto de los cien maníacos que, al verlo, lo despedazan en mancha. Sin embargo Freddy se recompone y utiliza al pequeño Jacob como cebo. Alice rescata al niño y tratan de huir del laberinto en donde Kruegger los ha sumergido. Para ese rato, Ivonne ya ha liberado el espíritu de Amanda.
Tras lograr escapar de Freddy, Jacob le dice a Alice que Freddy está dentro de ella. Tratando de expulsar a Krueger de su cuerpo, Alice comienza a agonizar, hasta que aparece Amanda Krueger, quien le dice a Jacob que la única manera de vencer a Freddy es regresándole toda la energía maligna que le había dado en el vientre. Jacob confronta a Freddy y le arroja toda la energía maldita que traía consigo. Freddy recibe el impacto y las almas de Dan, Greta y Mark salen disparadas de su cuerpo, hasta el punto que la ropa de Krueger queda vacía y el engendro regresa al vientre de Amanda, así como el bebé Jacob, al vientre de Alice. Amanda se encierra en un claustro donde Freddy trata de salir a través del cuerpo de su madre, pero queda prisionero en el manicomio de los sueños.
En el final de la película Alice ya dio a luz, y será ella quien desempeñe su papel como madre, haciéndose cargo, felizmente junto a su padre y a Ivonne, de su pequeño. Curiosamente unos niños juegan cerca a ellos, tarareando el cántico característico de la saga.

## Reparto
| Actor             | Personaje                            |
| ----------------- | ------------------------------------ |
| Lisa Wilcox       | Alice Johnson                        |
| Kelly Jo Minter   | Yvonne Miller                        |
| Danny Hassel      | Dan Jordan                           |
| Erika Anderson    | Greta Gibson                         |
| Joe Seely         | Mark Grey                            |
| Nick Mele         | Sr. Dennis Johnson                   |
| Whit Hertford     | Jacob Daniel Johnson                 |
| Robert Englund    | Freddy Krueger / Maniaco en el asilo |
| Beatrice Boepple  | Amanda Krueger                       |
| Valorie Armstrong | Doris Jordan                         |
| Burr DeBenning    | Sr. Jordan                           |
| Clarence Felder   | Sr. Gray                             |

## Recepción

### Taquilla
A Nightmare on Elm Street 5: The Dream Child se estrenó el 11 de agosto de 1989 presentándose en 902 cines en Norteamérica. En su primer fin de semana la película alcanzó $8,115,176, estando detrás de películas como  Parenthood ($9,672,350) y de James Cameron The Abyss ($9,319,797). La película quedó en el puesto 8 en el segundo fin de semana con $3,584,320, y decayó, saliendo de la lista 10 de Recaudación, quedando en el puesto 11 y 14 en el tercer y cuarto fin de semana respectivamente. El filme recaudó $22,168,359 en Taquilla. El largometraje quedó en el puesto número 43 del top 50 de las películas con mayores recaudaciones de 1989 y está en el puesto 37 de las películas Slasher con mayores recaudaciones catalogado por Box Office Mojo.

### Crítica
La película recibió generalmente críticas negativas, en Rotten Tomatoes tiene la aprobación de 33% y un promedio de 4.2/10 basado en 30 comentarios.

## La saga
- A Nightmare on Elm Street (1984). Dirigida por Wes Craven.
- A Nightmare on Elm Street Part 2: Freddy's Revenge (1985). Dirigida por Jack Sholder.
- A Nightmare on Elm Street 3: Dream Warriors (1987). Dirigida por Chuck Russel.
- A Nightmare on Elm Street 4: The Dream Master (1988). Dirigida por Renny Harlin.
- A Nightmare on Elm Street 5: The Dream Child (1989). Dirigida por Stephen Hopkins.
- Pesadilla final: la muerte de Freddy (1991). Dirigida por Rachel Talalay.
- Wes Craven's New Nightmare (1994). Dirigida por Wes Craven.
- Freddy contra Jason (2003).Dirigida por Ronni Yu.
- Never Sleep Again The Elm Street Legacy (2010) Dirigida por Daniel Farrands & Andrew Kasch
- A Nightmare on Elm Street (2010). Dirigida por Samuel Bayer.